# Gunnar Andersen (1909-1988)
Gunnar Andersen (26 febbraio 1909 – 26 giugno 1988) è stato un saltatore con gli sci norvegese.

## Biografia
In carriera prese parte a un'edizione di Campionati mondiali, Oslo 1930, dove vinse la medaglia d'oro davanti ai connazionali Reidar Andersen e Sigmund Ruud; fu quello il suo unico risultato di rilievo in campo internazionale.
Morì nel 1988.

## Palmarès

### Mondiali
- 1 medaglia:
  - 1 oro (trampolino normale a Oslo 1930)